# International Association for the Study of Insurance Economics

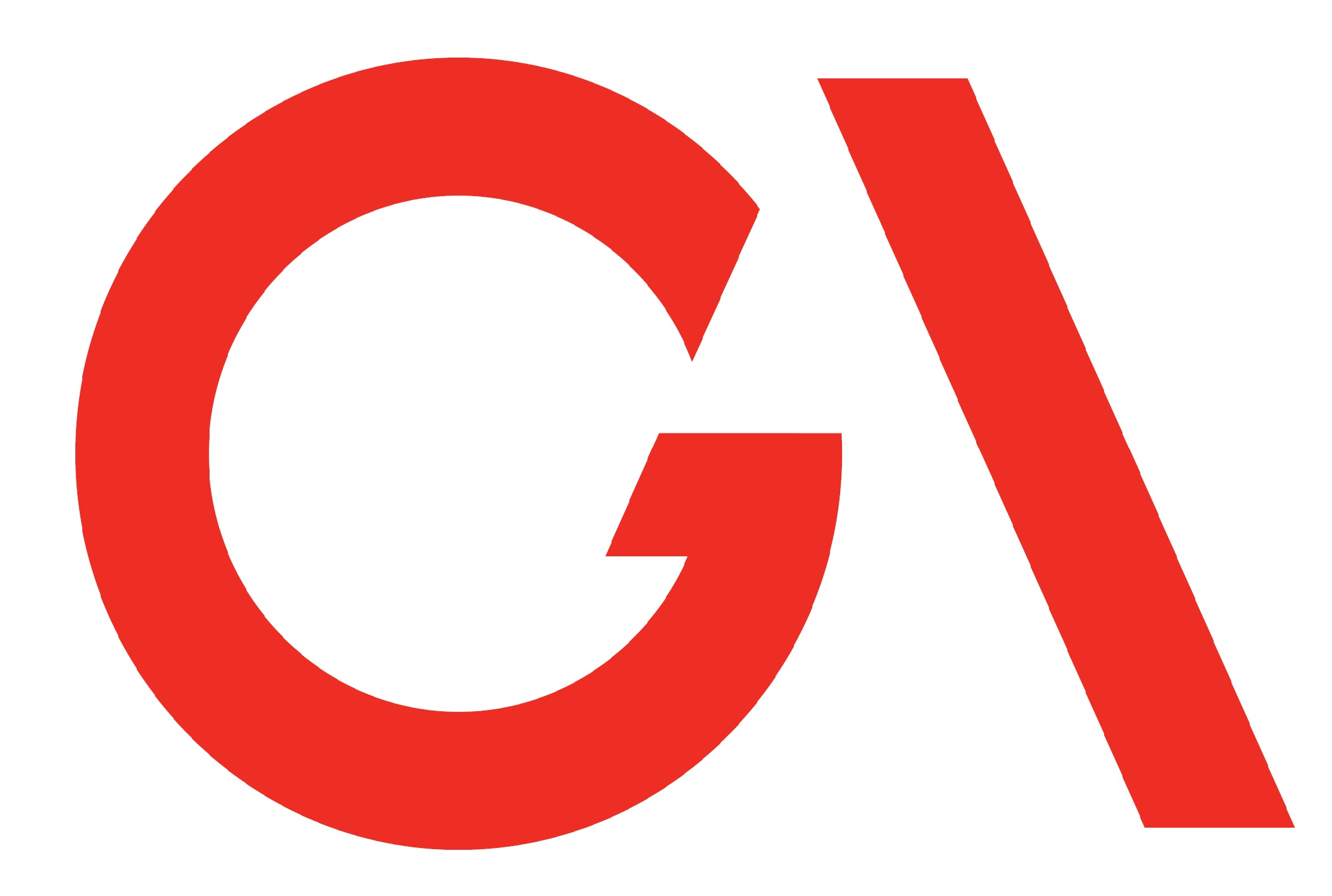
The Geneva Association Logo

Die International Association for the Study of Insurance Economics, besser bekannt als The Geneva Association, ist eine Non-Profit-Organisation, die in der Forschung im Versicherungsbereich tätig ist. In ihr sind Vorstandsvorsitzende von Versicherungsunternehmen vertreten. Die Organisation hat ihren Hauptsitz in Zürich, für lange Zeit war er in Genf, daher der Name.

## Organisation
Es gibt Repräsentanzen aus 22 Ländern. In Europa sind 14 Staaten vertreten, in Amerika vier, in Asien drei und in Ozeanien ein Land. Gemäß den Statuten der Organisation dürfen maximal 80 Vorstände vertreten sein. Der Präsident der Geneva Association hat das Vorschlagsrecht für neue Mitglieder, die zunächst vom Vorstand überprüft werden und über die anschließend in der jährlich stattfindenden Vollversammlung abgestimmt wird.
Der Verband organisiert neben der jährlichen Versammlung weitere Veranstaltungen wie Kongresse, Diskussionen und andere Zusammenkünfte. Des Weiteren publiziert die Organisation als Herausgeber eigener Zeitschriften Beiträge zu Risikomanagement und Versicherungen. Die bekanntesten Zeitschriften stellen The Geneva Papers on Risk and Insurance – Issues and Practice und The Geneva Risk and Insurance Review dar.

## Geschichte
Am 22. September 1971 trat in Paris erstmals ein Komitee aus fünf Vorständen von europäischen Versicherungsunternehmen zusammen, um über die Gründung einer Organisation zu beraten, die sich der Forschung im Risikomanagement und Versicherungsbereich widmen sollte. Dabei vertrat Emil Frey die Mannheimer Versicherung, Georges Martin die Royale Belge, Ernst Meyer die Allianz, Fabio Padoa die Assicurazioni Generali und Bernard Pagezy nahm für La Paternelle an der Sitzung teil.
Am 27. Februar 1973 kam es in der Pariser Niederlassung von La Paternelle zur Gründungssitzung der International Association for the Study of Insurance Economics. In den folgenden Jahren wurden verschiedene Programme aufgelegt, um Schwerpunkte in der Forschung festzulegen.

### Präsidenten
| Name                   | Zeitraum  | Wohnort      | Position, Firma                                                   |
| ---------------------- | --------- | ------------ | ----------------------------------------------------------------- |
| Raymond Barre †        | 1973–1976 | Paris        | Premierminister Frankreichs (1976–1981)                           |
| Fabio Padoa-Schioppa † | 1976–1983 | Trieste      | Vorstandsvorsitzender, Assicurazioni Generali                     |
| Julius Neave †         | 1983–1986 | London       | Lloyd’s of London                                                 |
| Reimer Schmidt †       | 1986–1990 | Aachen       | Aufsichtsratsvorsitzender, Aachener und Münchener Beteiligungs-AG |
| Brian Corby            | 1990–1993 | London       | CEO, Prudential                                                   |
| Jan H. Holsboer        | 1993–1999 | Amsterdam    | Executive Board Member, ING Groep (bis Ruhestand 1999)            |
| Walter Kielholz        | 1999–2003 | Zürich       | Credit Suisse                                                     |
| Henri de Castries      | 2003–2008 | Paris        | Chief Executive Officer, AXA                                      |
| Martin J. Sullivan     | 2008      | New York     | Chief Executive Officer, AIG                                      |
| Nikolaus von Bomhard   | 2008–2013 | München      | Chairman of the Management Board, Münchener Rück                  |
| Mike McGavick          | 2013–2018 | Stamford, CT | CEO, XL Group                                                     |
| Mark Wilson            | 2018      | London       | CEO, Aviva                                                        |
| Charles Brindamour     | 2018–2021 | Toronto      | CEO, Intact Financial                                             |
| Christian Mumenthaler  | 2021–2024 | Zürich       | CEO, Swiss Re                                                     |
| Lee Yuan Siong         | 2024–     | Hongkong     | CEO, AIA Group                                                    |